# Arx, Landes
Arx là một xã trong tỉnh Landes ở Aquitaine tây nam nước Pháp

## Biến động dân số
| 1962                                                            | 1968 | 1975 | 1982 | 1990 | 1999 | 2006 | 2007 | 2008 |
| --------------------------------------------------------------- | ---- | ---- | ---- | ---- | ---- | ---- | ---- | ---- |
| 112                                                             | 144  | 118  | 85   | 88   | 57   | 64   | 65   | 66\| |
| Nombre retenu à partir de 1962: Population sans doubles comptes |      |      |      |      |      |      |      |      |